# Tigers Jaw
Tigers Jaw es una banda de indie rock estadounidense de Scranton, Pensilvania, formada en 2005. Publicaron un 7" vinilo, "Spirit Desire", en 2009, en Tiny Engines. El 21 de marzo de 2013, Tigers Jaw anunció que harían un hiato. Aun así, el 6 de agosto de 2013, Run For Cover Records publicó que la banda nunca había declarado oficialmente la ruptura. La banda todavía estaría haciendo música. Desde entonces,  han grabado un álbum nuevo con todos los miembros originales titulado Charmer que fue lanzado en junio de 2014.

## Historia

### Comienzos y Tigers Jaw (2006–12)
El nombre de la banda es una referencia a una canción de la banda lo-fi, The Microphones. También tienen un número de canciones con referencias a la banda en sus títulos.
AbsolutePunk Le dio a su álbum homónimo una crítica generalmente positiva, resaltando que "Tigers Jaw está alimentada por letras emocionalmente llevadas a la vida por el vocalista Adam McIlwee, cuya voz es una de las que revelan pasión mientras al mismo tiempo dan la impresión que apenas lo está intentando. "The Sun" es uno de las mejores pistas en el álbum, ofreciendo una mezcla bien organizada de dos personas de Tigers Jaw"
Otro sitio web de música punk, Punknews.org, en su crítica de su segundo álbum, eponymous,  sentía que las pistas "'Plane vs. Tank vs. Submarine' y 'Chemicals' eran particularmente notables para "trabajos de guitarra sólida en la forma de expresar los solos. Las armonías vocales fuertes y afinado trabajo de guitarra se resaltan en  "I Saw Water" y "Heat" a alturas que otras bandas tendrían en aún más tiempo para logra."

### Charmer(2013–presente)
El 21 de marzo de 2013, Tigers Jaw hizo un anuncio en su tumblr: 
Muchos seguidores interpretaron este anuncio para significar que la banda se separaría. Aun así, Ben Walsh (vocalista, guitarrsta) y Brianna Collins (vocalista, tecladista) han desde entonces aclarado que continuarán haciendo Tigers Jaw con solo dos miembros. Miembros del Basement serán el relleno para reemplazar los miembros anteriores de Tigers Jaw durante su visita a Reino Unido en 2013.
Tigers Jaw anunció su álbum de estudio , Charmer, el 21 de marzo de 2014 junto con un sencillo "Nervous Kids". Charmer Logró el puesto  #49 en los Billboard Charts. Tocaron en una visita por EE. UU. con Touché Amoré y Dads en 2014. 
Fueron en una gira por EE. UU. con Lemuria y Somos en 2015. En mayo de 2015,  fue anunciado que Tigers Jaw haría una gira por los EE. UU. con New Found Glory y Yellowcard a finales de 2015. En junio de 2015, la banda tocó en Brasil y actuó en tres espectáculos acústicos en Nueva York, Filadelfia, y Somerville. Tigers Jaw visitó Australia en julio de 2015. En agosto de 2015, Tigers Jaw hizo una gira por Europa con Foxing. A finales de 2015, Tigers Jaw fue co-cabeza de cartel de New Found Glory y Yellowcard en su visita por los EE. UU. La banda hizo varios espectáculos acústicos y está planificando para hacer otra visita por Europa y Reino Unido con Basement en febrero y marzo de 2016.

## Miembros

### Actuales
- Ben Walsh
- Brianna Collins

### Antiguos
- Adam McIlwee (conocido como Wicca Phase Springs Eternal)
- Mike May
- Dennis Mishko
- Pat Brier

## Discografía
Álbumes de estudio
- Belongs to the Dead (2006)
- Tigers Jaw (2008)
- Two Worlds (2010)
- Charmer (2014) U.S. number 49
- Spin (2017)

EPs Y sencillos
- Spirit Desire (Tiny Engines, 2009)
- Split with Balance and Composure (No Sleep/Run for Cover, 2010)
- Run for Cover Acoustic Series No. 1 (Run for Cover, 2010)
- Run for Cover Acoustic Series No. 2 (Run for Cover , 2010)
- "Split with the Sidekicks" (Shout Out Loud Prints, 2011)
- "Gypsy" b/w "Jimmy Piersall" (Alternate Version) (Run for Cover , 2011)
- "Chemicals" (Alternate Version) (Run for Cover, 2011)
- "Split with Tiny Empires" (Run for Cover, 2012)
- Split with Code Orange Kids, The World Is a Beautiful Place & I Am No Longer Afraid to Die, and Self Defense Family (Run for Cover, 2013)
- "Hum" b/w "Cool" (Run for Cover Records, 2013)
- Split with Kevin Devine (Bad Timing Records, 2015)

Álbumes en vivo
- "Studio 4 Acoustic Session" (Memory Music, 2015)

Vídeos de música
- "Two Worlds" (2010)
- "Hum" (2014)

Álbumes de recopilación
- Compilation Blues! (Summersteps Records, 2008)
- The Dan Aykroyd Compilation (Summersteps Records, 2009)
- Mixed Signals (Run for Cover Records, 2011)
- The Kids Are Alright (Fair Weather Records, 2011)
- Stuck in the Valley (Walk All Night Records, 2012)
- Off the Board: A Studio 4 Family Compilation (Will Yip, 2013)